# 13064 Haemhouts
13064 Haemhouts eller 1991 PC6 är en asteroid i huvudbältet som upptäcktes den 6 augusti 1991 av den belgiske astronomen Eric W. Elst vid Haute-Provence-observatoriet. Den är uppkallad efter Ben Haemhouts.